# تشارلز تي ولس
تشارلز تي ولس (بالإنجليزية: Charles T. Wells)‏ هو قاضي ومحامي أمريكي، ولد في 4 مارس 1939 في أورلاندو في الولايات المتحدة.

## وصلات خارجية
- تشارلز تي ولس على موقع إن إن دي بي (الإنجليزية)